# Schilluk (Volk)

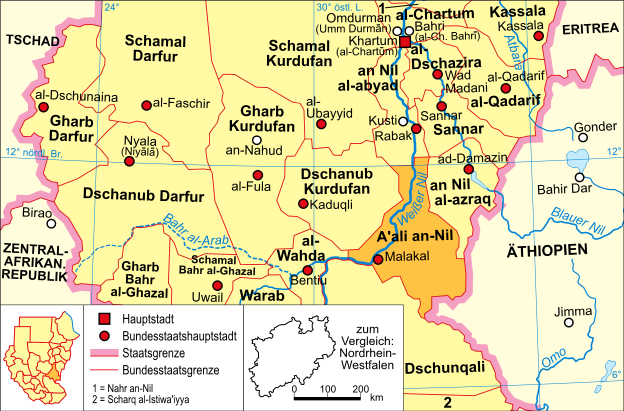
Karte von A'ali an-Nil mit der Stadt Malakal

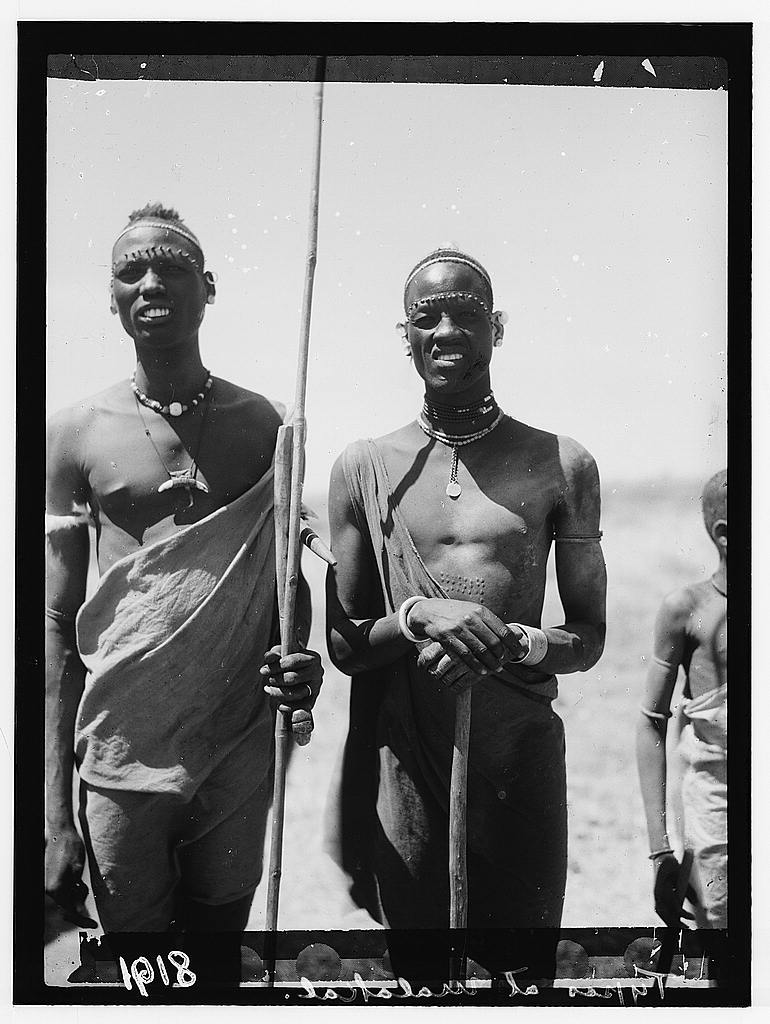
Zwei Schilluk von 1936

Die Schilluk, englische Schreibweise Shilluk, Eigenbezeichnung Colo, Chollo, sind eine zu den Niloten gehörige Ethnie im Südsudan. Ihre Sprache ist Schilluk oder dhok Chollo, eine nilotische Sprache.
Das Siedlungsgebiet liegt nördlich und westlich der Stadt Malakal im Südsudan, entlang des westlichen Ufers des Weißen Nils etwa innerhalb der Grenzen des Bundesstaates Upper Nile. Ihre Bevölkerungszahl wird auf 600.000 geschätzt (Stand 2004), womit sie die drittgrößte Volksgruppe Südsudans nach den Dinka und Nuer wären. Schilluk sind vor allem Fischer, leben aber auch vom Ackerbau und der Rinderzucht.
Die Schilluk haben einen traditionellen Führer, der auch als „König“ oder Reth bekannt ist und seine Abstammung bis zu Nyikang, dem mythischen ersten König zurückführt. Der Königssitz befindet sich in Pachodo nahe der Stadt Faschoda. Als Stammesmerkmal tragen vor allem männliche Schilluk auf der Stirn eine horizontale Reihe von Ritualnarben, die aussehen wie eine Art von hervorstehenden Punkten.
In vielen Liedern preisen die Schilluk die Heldentaten des mythischen Königs Nyikang und begleiten ihren Gesang auf einer fünfsaitigen Leier, die tom genannt wird. Der Sänger-Dichter ček oder wau genießt hohes gesellschaftliches Ansehen. Es gibt drei Kategorien von Tanzzeremonien: Tom heißen die Regenmachertänze der erwachsenen Männer. Bul sind nach der verwendeten kurzen oder langen, beidseitig gespielten Zylindertrommel benannte Unterhaltungstänze, die nur von Jugendlichen aufgeführt werden. Ywok sind Begräbnis-  und Ahnentänze, die Teil der koje-Feiern sind. Neben den beiden genannten Musikinstrumenten gehören noch die leleng zur Tradition. Dies sind paarweise eingesetzten Kesseltrommeln und als Symbole der Königswürde mit den nordafrikanischen naqqaras verwandt.
Im Jahr 2004 wurden im Rahmen des Sezessionskrieges im Südsudan rund 50.000 bis 120.000 Angehörige der Schilluk von regierungstreuen Milizen vertrieben. Dabei flohen rund 26.000 nach Malakal.
Im deutschen Sprachraum haben sich unter anderen die Ethnologen Diedrich Westermann, Wilhelm Banholzer, Julius Konietzko, Wilhelm Hofmayr und Burkhard Schnepel mit der Kultur der Schilluk beschäftigt.
Prominente Schilluk sind die Politiker Lam Akol  und Pagan Amum.